# Beetlejuice
Beetlejuice er en amerikansk film fra 1988 instrueret af Tim Burton.

## Handling
Tekst mangler, hjælp os med at skrive teksten

## Medvirkende
- Alec Baldwin som  Adam
- Geena Davis som  Barbara
- Michael Keaton som  Beetlejuice
- Jeffrey Jones som  Charles
- Winona Ryder som  Lydia
- Catherine O'Hara som  Delia
- Glenn Shadix som  Otho
- Sylvia Sidney som  Juno
- Robert Goulet som  Maxie Dean
- Dick Cavett som  Bernard
- Lester Green som Nosimp